# Latinská rčení, R
V tomto článku jsou uvedena některá známá latinská rčení, začínající písmenem R.
Latina měla na evropskou kulturu hluboký a dlouho trvající vliv. Od římské antiky přes křesťanství a humanismus až do 18. století byla její znalost u vzdělaných lidí samozřejmostí. V některých oborech se s latinskými názvy stále pracuje, užívají se různé obraty a ve starší literatuře se najde množství latinských citátů. Protože latinských obratů, rčení a přísloví je mnoho, je seznam vybraných seřazen podle abecedy a rozdělen podle počátečních písmen do samostatných článků.

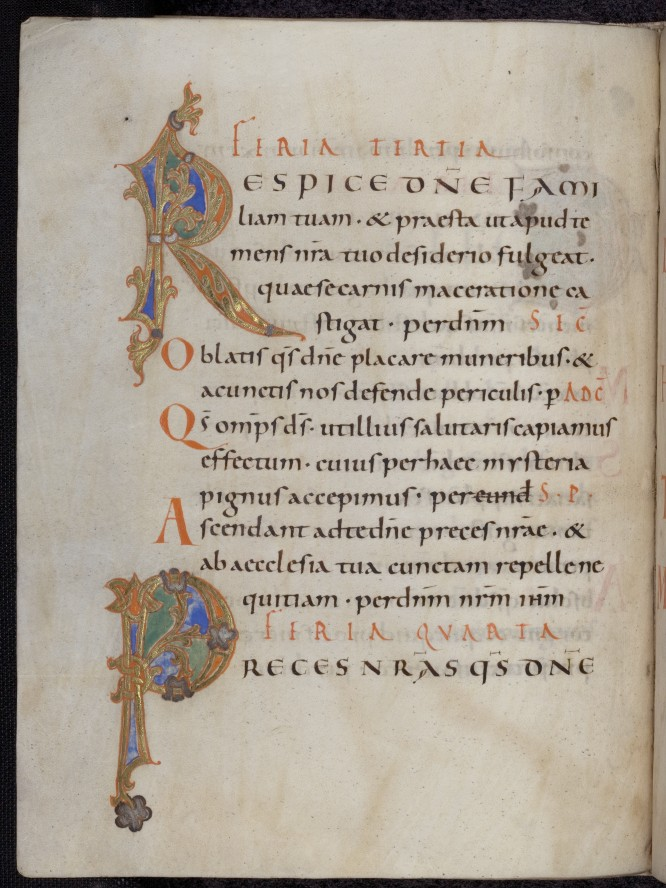
Iniciála R (Německý rukopis, 10. stol.)

A
B
C
D
E
F
G
H
I
L
M
N
O
P
Q
R
S
T
U
V

## Ra
- Rara avis  – „vzácný pták“, něco neobyčejného, rarita (Juvenalis, Satiry 6,165)
- Rara iuvant. – „vzácné se (člověku) líbí“ (Martialis)
- Rara temporum felicitas, ubi quae velis sentire et quae sentias dicere licet.  – „Vzácně šťastná doba, kdy můžeš myslet a říkat co chceš“ (Tacitus, Dějiny I.1)
- Rari nantes in gurgite vasto – „Tu a tam plavec na širém oceánu“, o trosečnících (Vergilius, Aeneis I.118)
- Rari quippe boni.  – „Dobří (lidé) jsou ovšem vzácní“ (Juvenalis, Satiry)
- Rarum esse oportet, quod diu carum velis.  – „Musí být vzácné, co chceš aby ti bylo dlouho milé“ (Publius Syrus)
- Ratio cognoscendi / essendi  – „důvod poznání / bytí“
- Ratio fatum vincere nulla potest.  – „Žádný důvod (rozum) nemůže přemoci osud“
- Ratio legis  – „smysl, účel zákona“
- Ratio praeteriti scire futura facit.  – „Ze smyslu minulého lze poznat budoucí“

## Re
- Rebus  – „věcmi, z věcí“, odtud Rébus
- Rebus sic stantibus – „za daného stavu věcí“, pokud se nezmění
- Recipe (Rp.) – „vezmi, užívej“, odtud lékařský „recept“
- Redeo inhumanior, quia inter homines fui.  – „Vracím se méně lidský, protože jsem byl mezi lidmi“ (Seneca)
- Redire in viam  – „vrátit se na (správnou) cestu“
- Reductio ad absurdum  – „dovedení do absurdna“, logický postup, když opak dokazovaného tvrzení vede k nesmyslu
- Reductio ad Hitlerum  – argumentační klam přirovnáním k názorům sdíleným Adolfem Hitlerem nebo NSDAP (Leo Strauss, 1953)
- Referat. – „Ať podá zprávu“, odtud referát
- Reformatio in peius  – „změna (rozsudku nesmí být) k horšímu“, právní zásada při odvolání

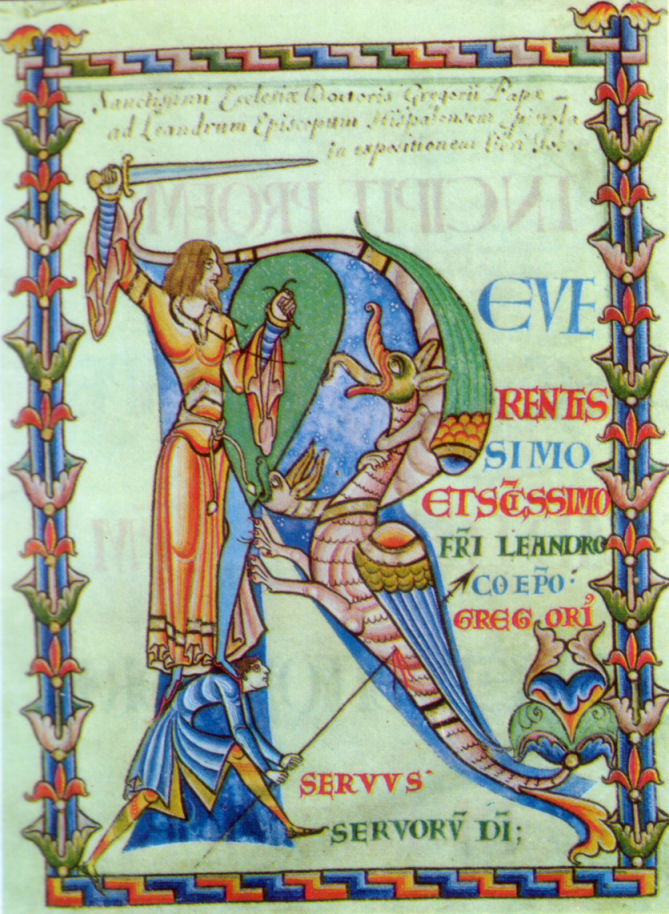
Iniciála R (Francouzský rukopis, 12. stol.)

- Regina Coeli  – „Královna nebes“, titul Panny Marie v katolické liturgii
- Regina regit colorem  – „královna vládne barvě“, šachová královna stojí na poli své barvy (bílá na bílém)
- Regnat populus.  – „Vládne lid“, motto státu Arkansas
- Regnum  – „království“, v biologii říše
- Regnum Christi  – „království Kristovo“
- Relata refero  – „předávám, co jsem slyšel“, bez záruky (řecky: ta legomena legó, Hérodotos, Dějiny 7,152)
- Rem acu tetigisti.  – „Dotkl ses věci jehlou“, uhodil hřebík na hlavičku (Plautus, Lano 1306)
- Rem cum videas, censeas – „Až věc uvidíš, posuzuj„ (Terentius, Sebetrapič 1023)
- Rem involutam emere  – „koupit zabalenou věc“, zajíce v pytli
- Rem tene, verba sequentur.  – „Drž se věci, slova sama přijdou“ (Cato starší)
- Repetitio  – „opakování“
- Repetitio (est) mater studiorum.  – „Opakování matka učení, studia“
- Requiem aeternam dona eis, Domine  – „Věčné odpočinutí dej jim Pane“, modlitba za zemřelé
- Requiescat in pace. (R. I. P.) – „Ať odpočívá v pokoji“, často na náhrobcích
- Rerum omnium magister usus – „Zkušenost je ve všem učitelka„(Caesar, Zápisky 2,8)
- Rerum vera vocabula  – „správná označení věcí“

## Res
- Res accessoria  – „vedlejší věc“
- Res ad triarios venit.  – „Teď jsou na řadě ti nejzkušenější“. Je zle a bojovat musí třetí řada, „triariové“
- Res amicos inveniet – „Majetek si najde přátele„ (Plautus, Stichus 521)
- Res inter alios acta  – „věc, jež se odehrála mezi jinými lidmi,“ a tedy se případu netýká
- Res ipsa loquitur.  – „Věc mluví sama za sebe“
- Res iudicata  – „věc už soudem posouzená“
- Res nullius  – „ničí věc“, která nikomu nepatří
- Res publica  – „veřejná věc“, obec, republika, stát
- Res severa verum gaudium. – „Vážná věc je pravé potěšení“ (Seneca)
- Reservatio mentalis  – „vnitřní výhrada, nevyslovený nesouhlas“
- Respice finem.  – „Mysli (pamatuj) na výsledek (konec)“
- Respice in pace. –  „Odpočívej v pokoji.“, nebo   Requiescat in pace. „Ať odpočívá v pokoji“. Kondolence, také zkratka R.I.P. psaná na náhrobky.
- Respice post te, hominem te esse memento.  – „Ohlédni se a připomeň si, že jsi (také) člověk“, podle Tertuliána zašeptal otrok vojevůdci, jemuž držel věnec nad hlavou
- Restat iter caeli; caelo tentabimus ire.  – „Zbývá cesta oblohou. Tam se pokusíme dostat“, vysvětluje podle Ovidia Daidalos Ikarovi plán útěku ze zajetí
- Rex datur propter regnum, non regnum propter regem.  – „Král je tu pro království, ne království pro krále“
- Rex legibus (ab)solutus est.  – „Krále zákony nezavazují“, zásada novověkého absolutismu
- Rex nunquam moritur.  - „Král nikdy neumírá“, vyjádření schopnosti kontinuity královského rodu

## Ri
- Ridendo dicere verum  – „říkat pravdu se smíchem“
- Risus sardonicus  – „sardonický smích“, obyvatelé Sardinie se prý při neštěstí nebo zločinu smáli
- Rigor mortis  – „smrtelná strnulost“
- Rigorosum  – „přísná (zkouška)“
- Rixantur de lana caprina.  – „Přou se o kozí vlnu“, o nesmysl
- Roma aeterna  – „věčný Řím“
- Roma locuta, causa finita.  – „Řím (papež) promluvil, věc je uzavřena“ (Augustinus, Rozpravy 131,10)
- Romam cuncta undique atrocia atque pudenda confluunt celebranturque.  – „Do Říma se ze všech stran sbíhají hanebnosti a ukrutnosti, a ještě se oslavují“ (Tacitus)
- Romanus vincit sedendo.  – „Říman vítězí v sedě“ (Varro)
- Rorate Coeli  – „Rosu dejte nebesa...“ (Iz 45,8), začátek liturgické modlitby; odtud české roráty.
- Rore vivit sicut cicada.  – „Žije z rosy jako cikáda“, nemá žádný příjem
- Rosa de spinis floret.  – „Růže kvete mezi trním“ (Hieronymus)
- Ruinis imminentibus musculi emigrant.  – „Než se dům zřítí, myši utečou“, jako „krysy opouštějí loď“
- Rupes sunt virtutis iter.  – „Cesta (ke) ctnosti vede skalami“
- Rus in urbe  – „venkov ve městě“
- Rustica gens semper sequitur sua iura libenter.  – „Venkované se rádi vždy řídí svými právy“